# Hayato Yoshida
Hayato Yoshida (en japonés : 吉田隼人; Tawaramoto, 19 de mayo de 1989) es un ciclista japonés que fue profesional desde 2012 hasta 2022. Desde 2023 ejerce de director deportivo en el Matrix-Powertag.

## Palmarés
2008
- 1 etapa del Tour de Irán

2013
- 1 etapa del Tour de Taiwán